# Bruno Landi (ciclista)
Bruno Landi (Ameglia, 5 dicembre 1928 – La Spezia, 13 giugno 2005) è stato un ciclista su strada italiano.
Professionista dal 1953 al 1957, vinse il Giro di Lombardia 1953.

## Carriera
Dopo numerose stagioni da dilettante, che lo avevano visto anche imporsi nella Milano-Tortona 1952, Landi passò professionista nel 1953 con la Fiorelli. Il 25 ottobre, nell'anno d'esordio, colse il risultato più importante, conquistando il Giro di Lombardia in un finale convulso. A 35 km dall'arrivo, con undici uomini in testa fra cui Fiorenzo Magni, il vigile addetto a segnalare la strada ai corridori e quella alle ammiraglie restò fermo, i ciclisti seguirono la macchina della giuria e si resero conto dell'errore solo grazie alle grida degli spettatori. Landi e Pino Cerami, che erano in fondo al gruppo, furono i primi ad accorgersene, tornarono indietro e disputarono la volata, che vide il corridore ligure vincitore.
Dopo quella vittoria Landi ottenne solo un altro successo, La Nazionale a Romito Magra nel 1954, anno in cui fu anche secondo alla Coppa Sabatini e quarto al Giro di Lombardia. Nel 1955 fu invece terzo nel Trofeo Fernaroli. Concluse la carriera agonistica nel 1957.

## Palmarès
- 1952 (dilettanti)

Milano-Tortona
- 1953 (Fiorelli, due vittorie)

Coppa Cooperativa Lavoratori Fiat - Ferriere
Giro di Lombardia
- 1954 (Fiorelli, una vittoria)

La Nazionale a Romito Magra

## Piazzamenti

### Classiche
- Milano-Sanremo

1954: 13º
1955: 84º
- Giro di Lombardia

1953: vincitore
1954: 4º
1955: 11º
1957: 24º